# Mezquita de Gulebi
La mezquita de Gulebi (en georgiano: გულების ჯამე) es una mezquita congregacional ubicada en el pueblo de Gulebi, parte del municipio de Keda de Ayaria, Georgia. Está inscrita en la lista de Monumentos culturales inamovibles de importancia nacional de Georgia.
El complejo también incluye un cementerio (con los restos de varias lápidas otomanas del siglo XIX).

## Arquitectura
La mezquita es un edificio de madera de dos pisos y forma cuadrada con 10 m de largo y 7 de ancho. Está decorado con adornos artísticos populares georgianos, principalmente situada en los pilares que siguen las escaleras de entrada a la mezquita. 
La entrada es por el lado norte, hay tres escalones semicirculares cerca de los cimientos. Hay un balcón antes de entrar a la mezquita. En el lado norte de la mezquita, a ambos lados de la puerta de entrada, hay dos ventanas decoradas con adornos curvos, rotos y coloridos. 
El interior también está decorado con adornos de diferentes colores y formas. En la esquina sur hay un nicho para el mihrab. Al lado del mihrab en el lado oeste se encuentra el minbar, que está decorado con un colorido adorno del árbol de la vida. El techo también está decorado con ornamentos: en la sección central hay un dosel en forma de corona, que tiene tres niveles y está ricamente ornamentado y se atribuyen al artesano Husein Kajaya.

## Galería

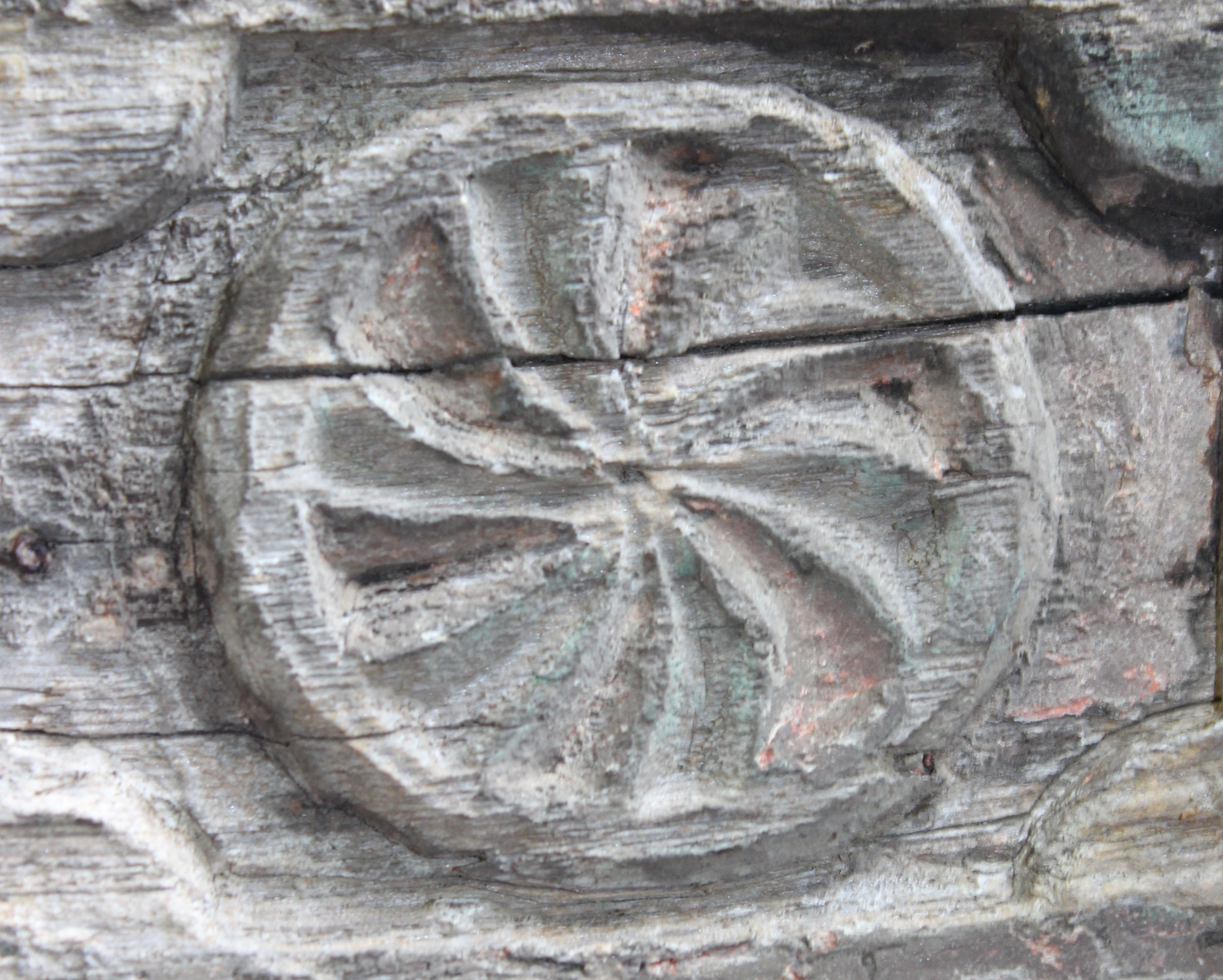
Borjgali de la mezquita
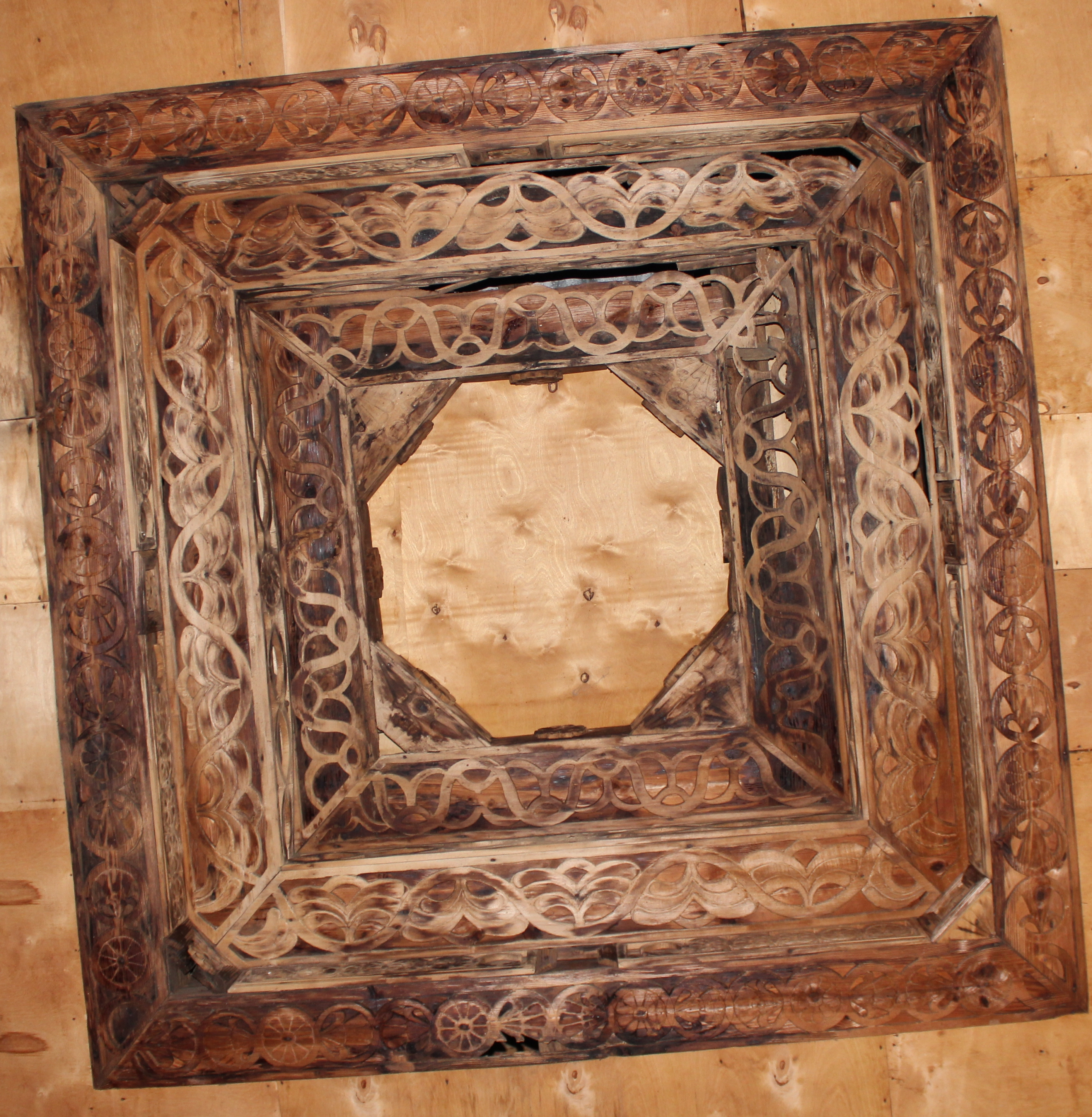
Techo de la mezquita
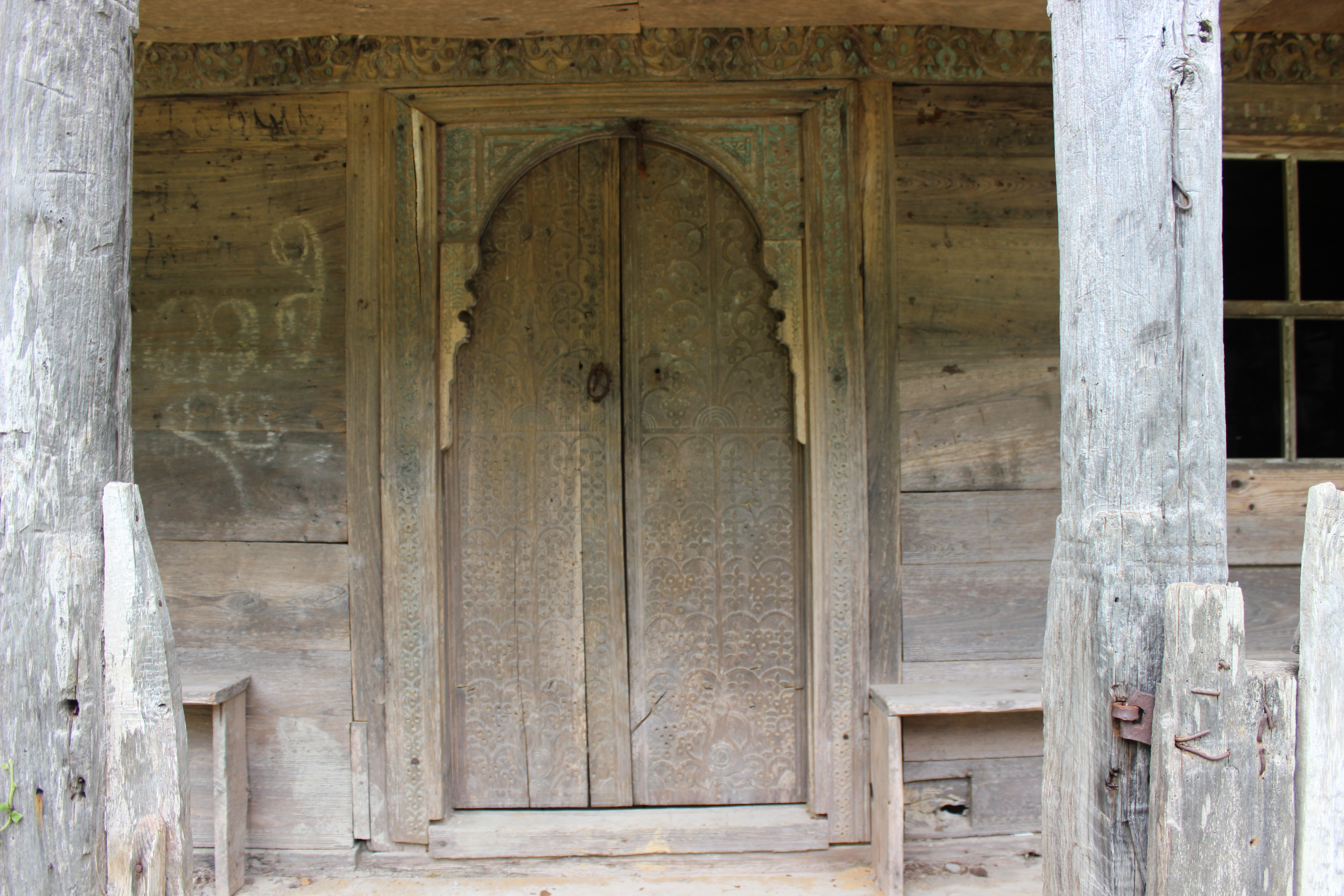
Entrada
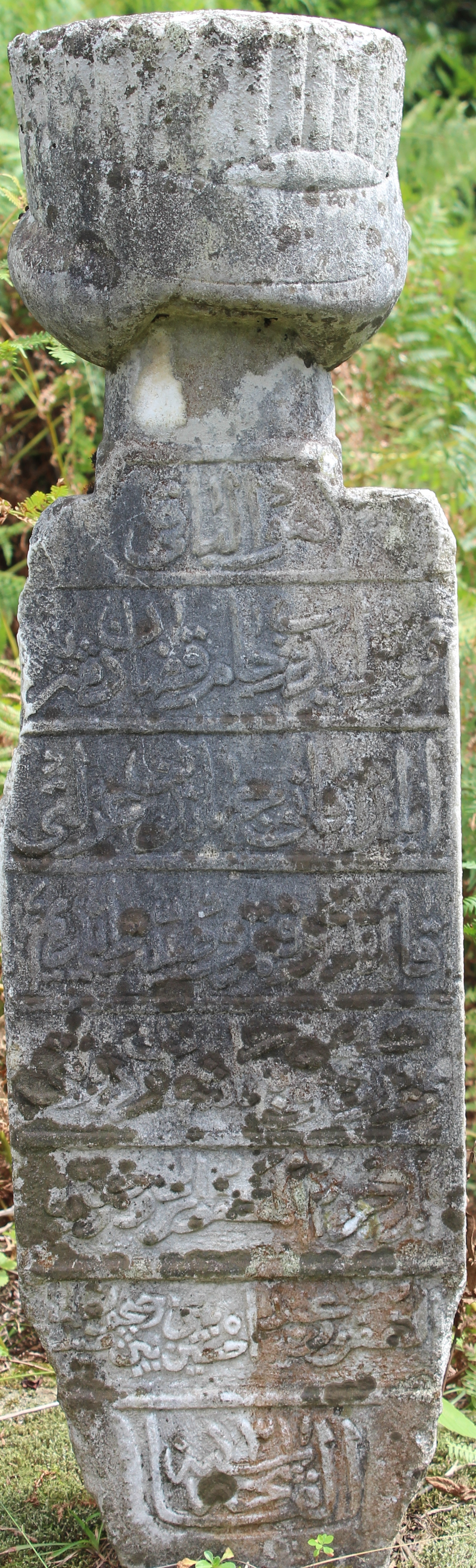
Lápida del cementerio